# Plagiostenopterina pallidipes
Plagiostenopterina pallidipes är en tvåvingeart som beskrevs av Frey 1930. Plagiostenopterina pallidipes ingår i släktet Plagiostenopterina och familjen bredmunsflugor. Inga underarter finns listade i Catalogue of Life.